# Ayat-sur-Sioule
Ayat-sur-Sioule é uma comuna francesa na região administrativa da Auvérnia, no departamento Puy-de-Dôme. Estende-se por uma área de 14,89 km². Em 2010 a comuna tinha 147 habitantes (densidade: 9,9 hab./km²).